# Ladignac-sur-Rondelles
Ladignac-sur-Rondelles este o comună în departamentul Corrèze din centrul Franței. În 2009 avea o populație de 446 de locuitori.

## Evoluția populației
| An        | 1975 | 1982 | 1990 | 1999 | 2006 | 2009 |
| --------- | ---- | ---- | ---- | ---- | ---- | ---- |
| Populație | 292  | 345  | 408  | 408  | 437  | 446  |